# Gunterichthys coheni
Gunterichthys coheni är en fiskart som beskrevs av Møller, Schwarzhans och Nielsen 2004. Gunterichthys coheni ingår i släktet Gunterichthys och familjen Bythitidae. Inga underarter finns listade i Catalogue of Life.